# Holasteron marliesae
Holasteron marliesae là một loài nhện trong họ Zodariidae.
Loài này thuộc chi Holasteron. Holasteron marliesae được Barbara C. Baehr miêu tả năm 2004.